# فالانژ (ارتش)

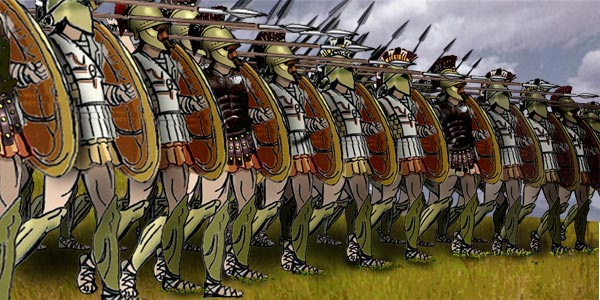
چیدمان سربازان فالانچ در هنگام نبرد

فالانژ (به یونانی: Φάλαγγα) نام نیروی جنگجویی بود که در یونان باستان و سپس در میان مقدونیان در جنگ‌ها به کار گرفته می‌شد. فالانژها پیاده‌نظام‌هایی سنگین‌اسلحه بودند که از نیزه، زوبین و جنگ‌افزارهایی همانند آن بهره می‌بردند و از شیوهٔ آرایش جنگی فالانژ که آرایشی مستطیل‌گونه بود پیروی می‌کردند.
فالانژ از واژهٔ یونانی phalangos گرفته‌شده که به معنای انگشت است و شیوهٔ آرایشی فالانژها هم نمادی از جای گرفتن انگشت‌های دست و پا در کنار یکدیگر بود.